# Allentown (Floryda)
Allentown – jednostka osadnicza w Stanach Zjednoczonych, w stanie Floryda, w hrabstwie Santa Rosa.